# پاچینکو (مجموعه تلویزیونی)
پاچینکو (انگلیسی: Pachinko) یک مجموعهٔ تلویزیونی درام به کارگردانی و تهیه‌کنندگی کوگونادا و جاستین چون است. این مجموعه با ایفای نقش یون یو-جونگ، لی مین-هو، کیم مین-ها و جین‌ها، بر پایهٔ رمانی به همین نام اثر مین جین لی است. این مجموعه در ۲۵ مارس ۲۰۲۲ از اپل تی‌وی پلاس پخش شد. 
در ۲۹ آوریل ۲۰۲۲، این مجموعه برای فصل دوم تمدید شد.

## خلاصهٔ داستان
بر پایهٔ کتاب پرفروش نیویورک تایمز، این داستان حماسی، امیدها و رؤیاهای یک خانوادهٔ مهاجر کره‌ای در چهار نسل را به تصویر می‌کشد که در تلاشی شکست‌ناپذیر برای بقا و رشد، وطن خود را ترک می‌کنند.

## بازیگران
- یون یو-جونگ در نقش سون‌جا
  - کیم مین-ها در نقش نوجوانی سون‌جا
  - جون یو-نا در نقش کودکی سون‌جا[۱]
- لی مین-هو در نقش کو هان‌سو
- جین‌ها در نقش سولومون بک
  - یون سو-هو در نقش نوجوانی سولومون[۳]

## تولید

### توسعه
ددلاین هالیوود در اوت ۲۰۱۸ گزارش کرد که اپل این مجموعه را به دست آورده‌است و در آوریل ۲۰۱۹ سفارش مجموعه داده شده‌است. در این گزارش همچنین به اینکه سو هیو شورانر، نویسنده و تهیه‌کننده اجرایی این مجموعه و همچنین مین جین لی، نویسندهٔ رمان اصلی، به عنوان تهیه‌کننده اجرایی خواهند بود، اشاره شد. شرکت تولیدی مدیا رس، در کنار سو هیو تهیه‌کننده خواهد بود. در اکتبر ۲۰۲۰، فیلم‌ساز اهل کره جنوبی کوگونادا و جاستین چون اعلام کردند که به عنوان مدیران اجرایی تولید و کارگردانان این مجموعه، هر کدام برای چهار قسمت، خواهند بود.

### بازیگران
لی مین-هو، جین‌ها، آنا ساوایی، کیم مین‌ها، سوجی آرایی و کاهو می‌نامی در اکتبر ۲۰۲۰ به عنوان بازیگران این مجموعه تأیید شدند.

### فیلم‌برداری
فیلم‌برداری در ۲۶ اکتبر ۲۰۲۰ در کره، ژاپن و ایالات متحده آمریکا آغاز شد. لی مین-هو در یک مصاحبه با مجلهٔ جی‌کیو کوریا، اعلام کرد که فیلم‌برداری در دسامبر ۲۰۲۰ برای بوسان، کره جنوبی به پایان رسید و برای فیلم‌برداری در کانادا آماده شده‌است. در ۶ فوریه ۲۰۲۱، فیلم‌برداری در ونکوور آغاز شد و انتظار می‌رفت که در ۹ آوریل به پایان برسد.

## انتشار
این مجموعه شامل ۸ قسمت است و در سه زبان کره‌ای، ژاپنی و انگلیسی تولید شده‌است و سه قسمت در ۲۵ مارس ۲۰۲۲ توسط اپل تی‌وی پلاس پخش شد. سپس هر هفته جمعه‌ها یک قسمت تا ۲۹ آوریل ۲۰۲۲ پخش شد.